# Linear Tape Open

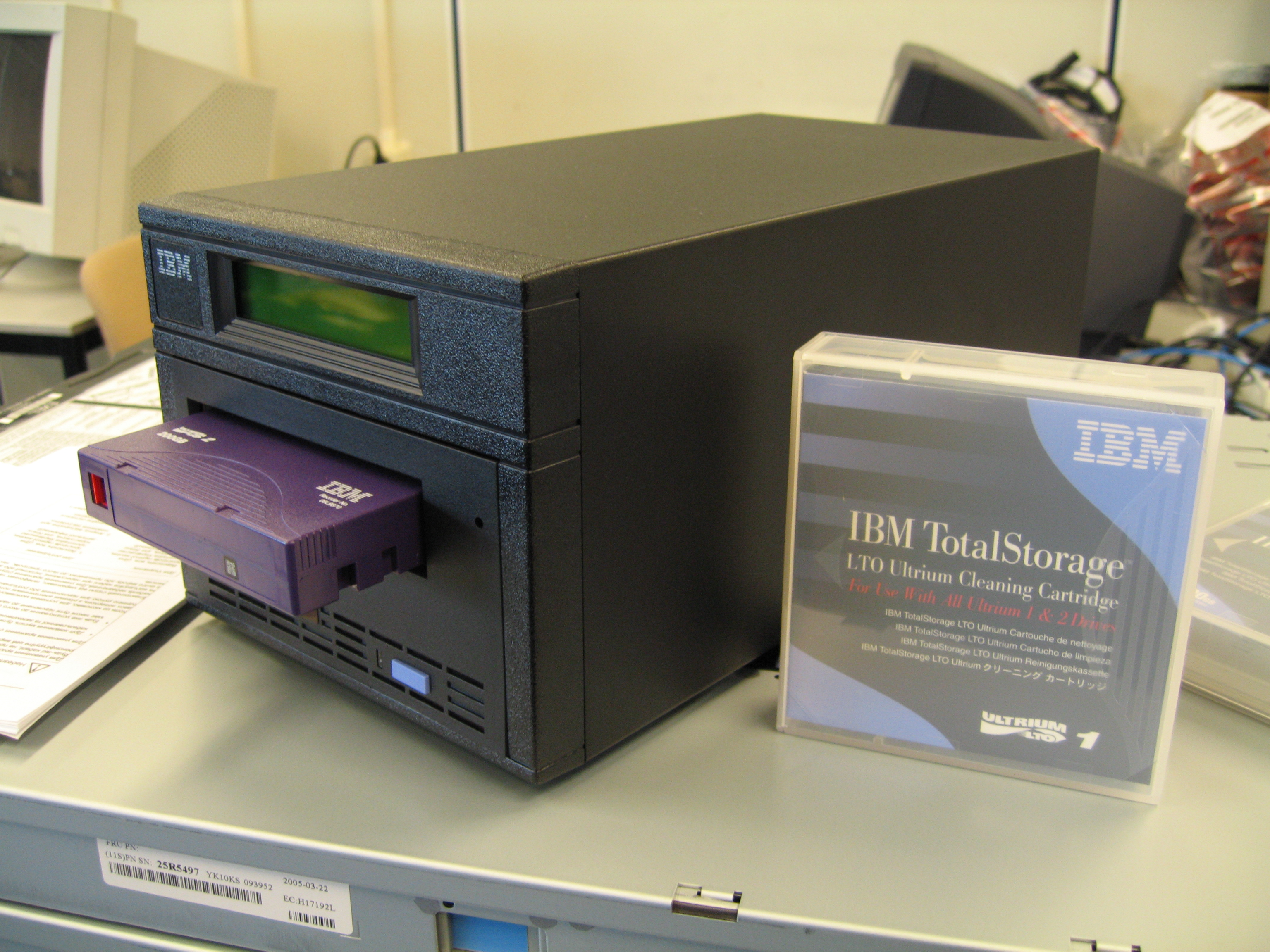
LTO Ultrium 2 Laufwerk und Cartridge

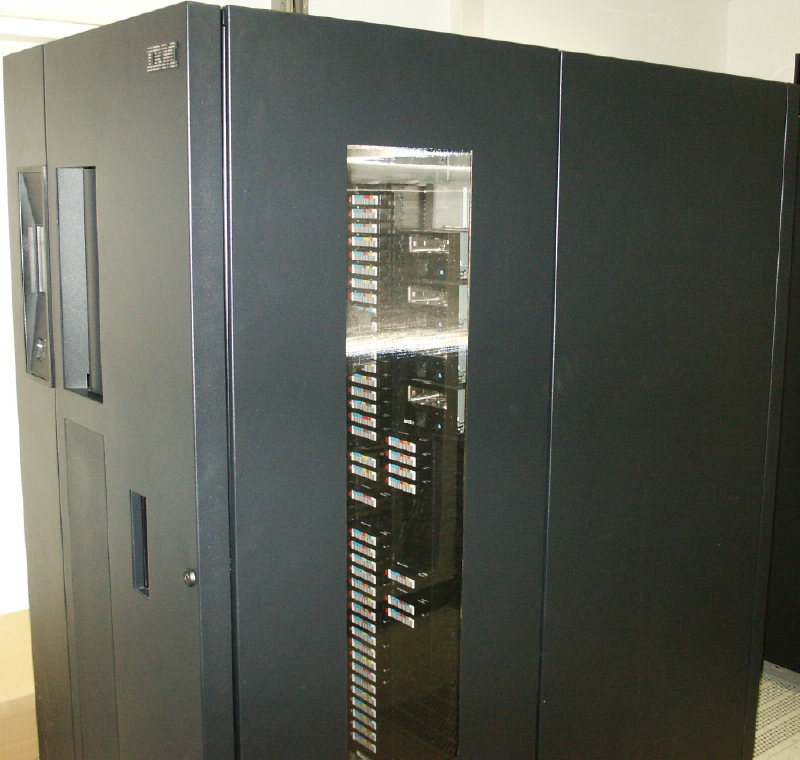
IBM 3584 Ultrium Library

Linear Tape Open (LTO) ist eine Spezifikation für ½-Zoll-Magnetbänder und die entsprechenden Bandlaufwerke. Sie wurde von IBM, HP und Seagate in den späten 1990er Jahren als Gemeinschaftsprojekt erarbeitet. Mit dem Aufkauf von Seagates Geschäftsbereich für Magnetbänder durch Quantum ist Quantum in der LTO-Allianz an die Stelle von Seagate getreten.
Eine Besonderheit von LTO ist, dass es von Anfang an nicht als Lösung eines einzelnen Herstellers geplant war. So werden heute von über 30 Herstellern Magnetbänder und fast allen Robotikherstellern Autoloader und Libraries für LTO angeboten. Diese werden vom Urheberkonsortium zertifiziert.
Ursprünglich war geplant, die beiden Formate LTO-Ultrium und LTO-Accelis zu etablieren. Während Ultrium für die Datensicherung vorgesehen war, sollte Accelis der Archivierung dienen. Accelis sollte daher einen wesentlich schnelleren Zugriff auf einzelne Dateien ermöglichen. Es ist jedoch nie über das Entwicklungsstadium hinausgekommen und wurde vor der Markteinführung wieder verworfen. Zur Marktreife geführt wurde letztlich nur LTO-Ultrium.
Eine weitere Besonderheit von LTO ist, dass von Anfang an ein kontinuierlicher Entwicklungsprozess geplant war. Alle zwei Jahre soll eine neue Generation von Produkten auf dem Stand der Technik angeboten werden, bei denen die Bandkapazität verdoppelt und die Datentransferrate ebenfalls verdoppelt oder zumindest um 50 % erhöht ist. Laufwerke können auch Bänder der vorigen Generation verarbeiten und Bänder der vorletzten Generation noch lesen: Ein LTO-4 Laufwerk etwa kann sowohl LTO-4 als auch LTO-3 Bänder lesen und schreiben, die LTO-2 Bänder aber nur mehr lesen; eine Einschränkung dieses Designprinzips stellen die LTO-8 und LTO-9 Laufwerke dar, die ihre jeweils vorletzte Bandgeneration nicht mehr lesen können. Ein LTO-8 Laufwerk kann also neben LTO-8 auch LTO-7-Bänder lesen und schreiben, nimmt ein LTO-6 Band aber auch zum Lesen nicht mehr an. Seit der Generation 4 ist das LTO-Konsortium etwas in Verzug geraten. Derzeit (2022) sind LTO-Ultrium-Laufwerke in den Generationen 5 bis 9 erhältlich.
Seit Generation 3 sind WORM-Bänder verfügbar, die kein Überschreiben zulassen. Dieser Schreibschutz ist in der Firmware der Laufwerke verankert und wird über die Eigenschaften des eingelegten Bandes aktiviert. Nicht jedes Laufwerk der Generation 3 oder später muss WORM-Bänder unterstützen.
Seit Generation 4 können Bänder auch herstellerunabhängig verschlüsselt werden. Dazu müssen Laufwerk und Band mindestens von der Generation 4 sein. Dabei wird nach dem AES-Algorithmus mit 256-Bit-Schlüssel im Galois/Counter Mode verschlüsselt (AES256-GCM). Die Umsetzung des Verfahrens ist im Einklang mit IEEE-Spezifikationen. Die Performance wird nicht oder nur unwesentlich (1 %) beeinflusst. Das Key-Management ist kein Teil des LTO-Standards. Es kann Teil der Tape-Library, der (Backup-)Anwendung oder ein eigenständiges Programm sein. Damit kann auch beeinflusst werden, ob und welche Teile der Aufzeichnung auf einem Band verschlüsselt sind. Nicht jedes Laufwerk der Generation 4 oder später muss Verschlüsselung unterstützen.
Mit der Generation 5 wurde das Linear Tape File System (LTFS) eingeführt. Die Laufwerke verwenden auf jedem Band zwei Partitionen, von denen die erste Metadaten (Dateinamen, -verzeichnisse usw.) und die zweite die eigentlichen Daten enthält. Die Metadaten werden in der Extensible Markup Language (XML) erfasst. Bänder mit dem Linear Tape File System können deshalb selbsterklärend sein. Die Spezifikation ist Open Source. Mit entsprechender Treiber-Software lässt sich ein Band dabei ähnlich wie ein externes Laufwerk ansprechen.
Neben den Laufwerken in voller Höhe (3,5 Zoll) werden auch halbhohe Laufwerke (1,75 Zoll wie viele optische Laufwerke) hergestellt, deren maximale Transferraten etwa 20–35 % geringer sein kann.
Am 10. Oktober 2017 hat IBM die Generation 8 angekündigt, die ersten Laufwerke waren Anfang November 2017 verfügbar. LTO-8 hat eine native Kapazität von 12 TB. Erstmals wird es nur eine Rückwärts-Kompatibilität von einer Generation geben – LTO-8 Laufwerke können somit nur LTO-7-Bänder lesen und schreiben, LTO-6-Bänder können dagegen gar nicht mehr verwendet werden. IBM bietet Full-Height-Laufwerke mit einer maximalen Geschwindigkeit von nativ 360 MB/s und Half-Height-Laufwerke mit einer nativen Geschwindigkeit von 300 MB/s an. Die Laufwerke sind mit 8-Gbit-Fibre-Channel oder mit 6-Gbit-SAS-Anschluss verfügbar. Aufgrund eines Patentstreits zwischen Fujifilm und Sony waren 2019 keine LTO-8 Medien auf den Märkten verfügbar.
Am 9. September 2020 veröffentlichte das LTO-Konsortium die Spezifikationen der neuen Generation LTO-9. Anders als bisher erwartet wächst die Kapazität nur um den Faktor 1.5, was sich auch auf den weiteren Leistungszuwachs ab LTO-10 auswirkt.
In einem Blogeintrag vom 26. Oktober 2020 relativiert IBM zusätzlich zur geringeren Kapazität bei LTO-9 auch die erreichbaren Geschwindigkeiten, hier ist nur noch von 400 MB/s die Rede. Zudem soll LTO-7 auch nicht mehr lesbar sein.
IBM veröffentlichte am 27. Mai 2025 eine Ankündigung für die Unterstützung der neuen LTO-10 Technologie durch die TS4500 Tape-Library. Die LTO-10 Laufwerke sollen demnach ab 13. Juni 2025 verfügbar sein. Am 5. Juni 2025 erschien ein Artikel auf der Website des Information & Data Manager (IDM) Magazin, der den Launch der LTO-10 Generation durch das LTO-Konsortium ankündigte. Demnach besitzen die neuen Bänder eine Kapazität von 30 TB (bzw. 75 TB bei einer 2,5:1 Komprimierung). Die Transferraten werden von IBM wie bei LTO-9 mit 400 MB/s (bzw. 1000 MB/s bei Komprimierung) angegeben. In der Ankündigung von IDM wurde der Verzicht auf eine Abwärtskompatibilität zu LTO-9 damit erklärt, dass dadurch dramatische Kapazitätssteigerungen erreicht werden konnten. Eine weitere Ankündigung war, dass LTO-10 gegenüber LTO-9 keine Kalibrierung mehr benötigt. Die Bestellung und der Versand von LTO-10 Laufwerken und Bändern begann noch im Juni 2025.
| Laufwerks- Generation | Medien-Typ   | Magne- tisches Material              | Bandkapazität bei gleicher Generation | Bandkapazität bei gleicher Generation | maximale Transferrate | maximale Transferrate | kompatible Bänder | kompatible Bänder | Verfügbarkeit | Verfügbarkeit                              | neue Funktionen |
| Laufwerks- Generation | Medien-Typ   | Magne- tisches Material              | ohne Kompr.                           | mit Kompr.                            | ohne Kompr.           | mit Kompr.            | Schreiben         | Lesen             | Lizenzen seit | Produkte seit                              | neue Funktionen |
| --------------------- | ------------ | ------------------------------------ | ------------------------------------- | ------------------------------------- | --------------------- | --------------------- | ----------------- | ----------------- | ------------- | ------------------------------------------ | --- |
| Ultrium 1             | LTO-1 (L1)   |                                      | 100 GB                                | 200 GB                                | 20 MB/s               | 40 MB/s               | Ultrium 1         | Ultrium 1         | 1998          | 2000                                       | |
| Ultrium 2             | LTO-2 (L2)   | Metall- partikel                     | 200 GB                                | 400 GB                                | 40 MB/s               | 80 MB/s               | Ultrium 1…2       | Ultrium 1…2       | April 2002    | Ende 2002                                  | |
| Ultrium 3             | LTO-3 (L3)   | Metall- partikel                     | 400 GB                                | 800 GB                                | 80 MB/s               | 160 MB/s              | Ultrium 2…3       | Ultrium 1…3       | Juli 2004     | Ende 2004                                  | WORM |
| Ultrium 4             | LTO-4 (L4)   | Metall- partikel                     | 800 GB                                | 1600 GB                               | 120 MB/s              | 240 MB/s              | Ultrium 3…4       | Ultrium 2…4       | Ende 2006     | Frühjahr 2007                              | Verschlüsselung |
| Ultrium 5             | LTO-5 (L5)   | Metall- partikel                     | 1,5 TB                                | 3 TB                                  | 140 MB/s              | 280 MB/s              | Ultrium 4…5       | Ultrium 3…5       | Sommer 2009   | Frühjahr 2010                              | Partitionierung für LTFS (2 Partitionen) |
| Ultrium 6             | LTO-6 (L6)   | Metall- partikel oder Barium- ferrit | 2,5 TB                                | 6,25 TB                               | 160 MB/s              | 400 MB/s              | Ultrium 5…6       | Ultrium 4…6       | Juni 2011     | Dez. 2012                                  | LTO-DC: Erhöhung der Kompressionseffizienz auf „2,5:1“ max. 4 Partitionen |
| Ultrium 7             | LTO-7 (L7)   | Barium- ferrit                       | 6 TB                                  | 15 TB                                 | 300 MB/s              | 750 MB/s              | Ultrium 6…7       | Ultrium 5…7       | Sep. 2015     | Okt. 2015                                  | |
| Ultrium 8             | LTO-7 (M8)   | Barium- ferrit                       | 9 TB                                  | 22,5 TB                               | 300 MB/s              | 750 MB/s              | Ultrium 7…8       | Ultrium 7…8       | Okt. 2017     | Nov. 2017 (Medien anfangs nicht verfügbar) | Laufwerke nur eine Generation abwärtskompatibel unbenutzte Bänder der Generation 7 (LTO-7) können als LTO-8 Typ M (M8) initialisiert werden, dadurch ändert sich die unkomprimierte Kapazität von 6 auf 9 TB (komprimiert von 15 auf 22,5 TB) |
| Ultrium 8             | LTO-8 (L8)   | Barium- ferrit                       | 12 TB                                 | 30 TB                                 | 360 MB/s              | 900 MB/s              | Ultrium 7…8       | Ultrium 7…8       | Okt. 2017     | Nov. 2017 (Medien anfangs nicht verfügbar) | Laufwerke nur eine Generation abwärtskompatibel unbenutzte Bänder der Generation 7 (LTO-7) können als LTO-8 Typ M (M8) initialisiert werden, dadurch ändert sich die unkomprimierte Kapazität von 6 auf 9 TB (komprimiert von 15 auf 22,5 TB) |
| Ultrium 9             | LTO-9 (L9)   | Barium- ferrit                       | 18 TB                                 | 45 TB                                 | 400 MB/s              | 1000 MB/s             | Ultrium 8…9       | Ultrium 8…9       | Sep. 2020     | Sep. 2021 (IBM)                            | duale 12-Gbit/s-SAS-Schnittstellen; Die URE-Rate (Unrecoverable Read Errors) der neuen Generation soll von 1019 auf 1020 verbessert worden sein                                                                                               |
| Ultrium 10            | LTO-10 (L10) | Strontium- ferrit                    | 30 TB                                 | 75 TB                                 | 400 MB/s              | 1000 MB/s             | Ultrium 10        | Ultrium 10        | –             | Juni 2025                                  | Keine Abwärtskompatibilität der Laufwerke mehr; 32Gb FC Schnittstellen; Schnellerer Datenzugriff durch Open Recommended Access Order (oRAO)                                                                                                   |
| Ultrium 11            | LTO-11 (L11) |                                      | 72 TB                                 | 180 TB                                |                       |                       |                   |                   | –             | –                                          | |
| Ultrium 12            | LTO-12 (L12) |                                      | 144 TB                                | 360 TB                                |                       |                       |                   |                   | –             | –                                          | |
| Ultrium 13            | LTO-13 (L13) | Strontium- ferrit                    | 288 TB                                | 720 TB                                |                       |                       |                   |                   | –             | –                                          | |
| Ultrium 14            | LTO-14 (L14) |                                      | 576 TB                                | 1440 TB                               |                       |                       |                   |                   |               |                                            | |

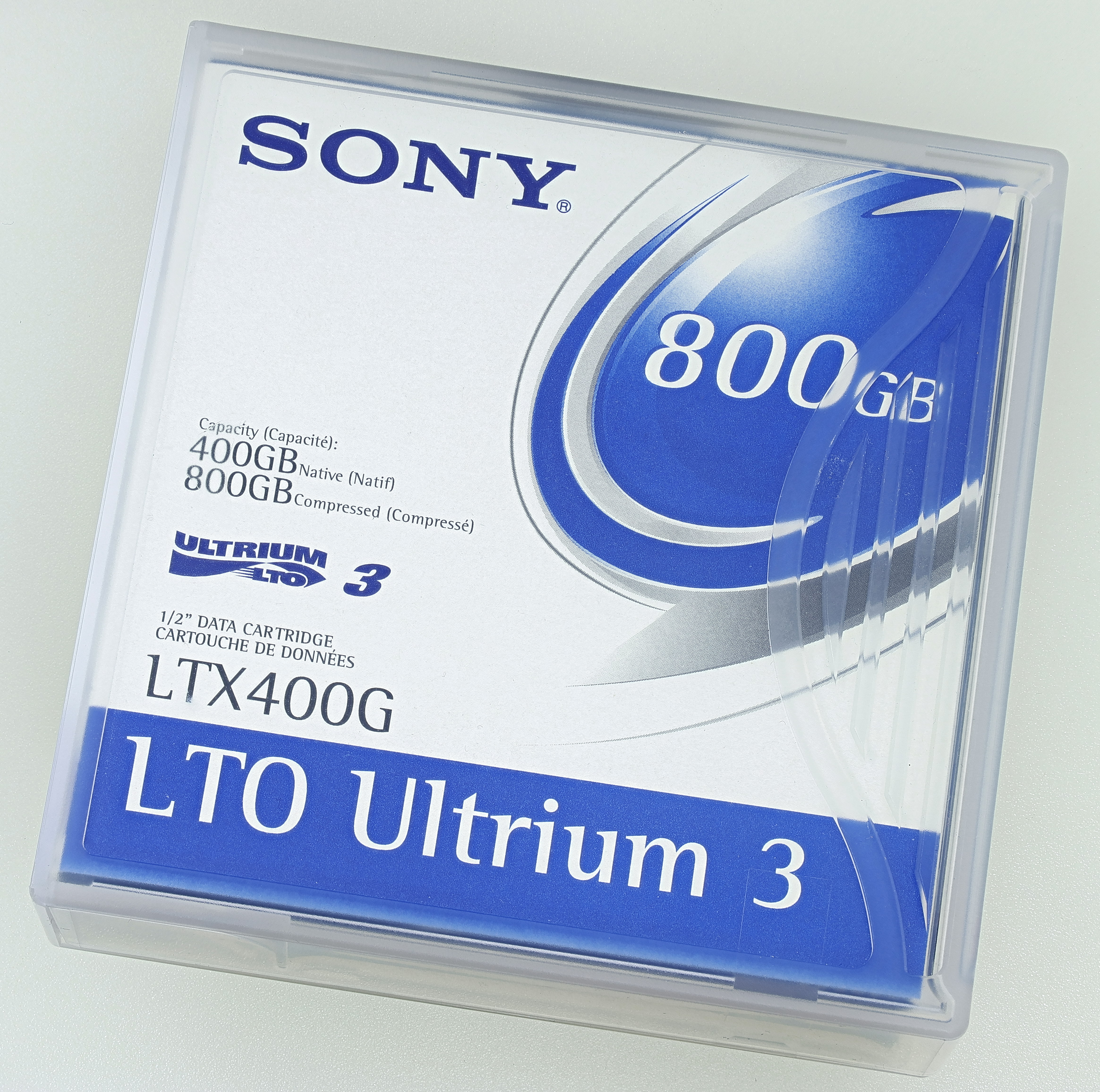
Sony LT-3 Cartridge

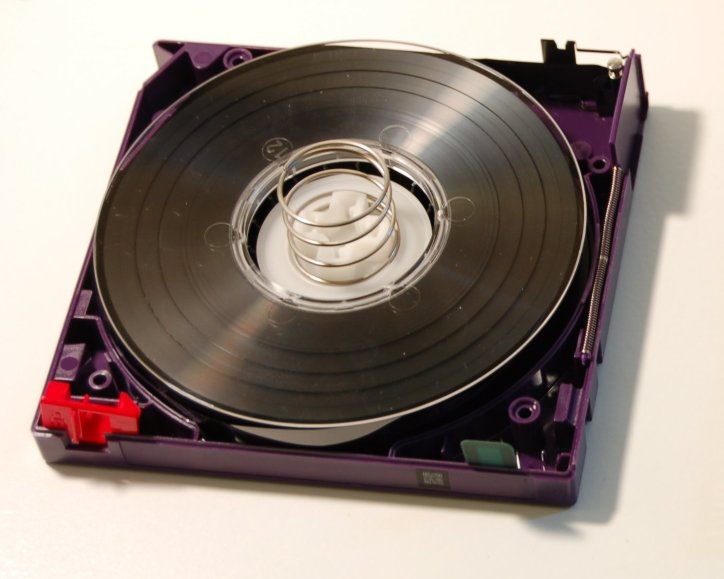
LTO Ultrium Bandcartridge, Gehäuse zerlegt,
vorn links: Schreibschutzriegel,
vorn rechts: Speicherchip,
hinten rechts: Anfang des Bandes.
Das mechanische Prinzip der LTO Bandcartridge hat viele Gemeinsamkeiten mit der 1961 von Philips entwickelten Einloch-Kassette.

Ultrium-Bänder verfügen ähnlich wie AIT-Bänder über einen Halbleiterspeicher im Kassettengehäuse, der drahtlos gelesen und geschrieben wird. In diesem 32–128 Kilobit (4–16 kB) großen Speicherchip werden unter anderem die Seriennummer des Bandes und die Nutzungslogdateien der letzten 100 Tapemounts abgelegt.
Die Ultrium-Kassetten messen 102,0 mm × 105,4 mm × 21,5 mm. Bei der Entwicklung der LTO-Ultrium-Bänder wurde speziell Rücksicht auf die Anforderungen der automatisierten Datensicherung genommen. So verfügen die Ultrium-Kassetten über eine leichte Keilform sowie spezielle Aussparungen, die es einem Roboter erleichtern, die Kassette zu fassen. Die Keilform ist dabei von Nutzen, wenn ein Roboter die Kassette im Laufwerk platziert, da durch die Keilform die Versatztoleranz erhöht wird. LTO-Ultrium-Tape-Libraries sind in den Größenordnungen von 1 TB bis knapp über 100 PB erhältlich. Die Medientochter der National Geographic Society zahlte um das Jahr 2010 für eine LTO-Library mit einer Kapazität von 5 Petabyte im Vergleich zu ihren Festplattensystemen günstige 1,3 Millionen US-Dollar oder 264 US-Dollar pro Terabyte. LTO-Ultrium-Laufwerke können über SCSI oder SAS an Hosts, über iSCSI oder Fibre Channel auch an Storage Area Networks angebunden werden.
Der typische Stromverbrauch eines LTO3- oder LTO4-Bandlaufwerkes liegt unter 20 W im Betrieb und unter 5 W in Bereitschaft. Diese Werte sind herstellerabhängig.
Die benötigten Servoinformationen auf LTO-Bändern werden nur während der Herstellung geschrieben, ähnlich wie bei Festplatten. Werden diese von einem starken Magnetfeld gelöscht oder beschädigt, ist ein Band unbrauchbar.
| Generation     | Dicke  | Länge  | Spur- anzahl | Lineare Bitdichte (bits/mm) | EEPROM           |
| -------------- | ------ | ------ | ------------ | --------------------------- | ---------------- |
| Reinigungsband | 8,9 µm | 0319 m |              |                             | 032 kbit (4 kB)  |
| Ultrium 1      | 8,9 µm | 0609 m | 384          | 4.880                       | 032 kbit (4 kB)  |
| Ultrium 2      | 8,9 µm | 0609 m | 512          | 7.398                       | 032 kbit (4 kB)  |
| Ultrium 3      | 8,0 µm | 0680 m | 704          | 9.638                       | 032 kbit (4 kB)  |
| Ultrium 4      | 6,6 µm | 0820 m | 896          | 13.250                      | 064 kbit (8 kB)  |
| Ultrium 5      | 6,4 µm | 0846 m | 1.280        | 15.142                      | 064 kbit (8 kB)  |
| Ultrium 6      | 6,1 µm | 0846 m | 2.176        | 15.143                      | 128 kbit (16 kB) |
| Ultrium 7      | 5,6 µm | 0960 m | 3.584        | 19.094                      | 128 kbit (16 kB) |
| Ultrium 8      | 5,6 µm | 0960 m | 6.656        | 20.668                      | 128 kbit (16 kB) |
| Ultrium 9      | 5,2 µm | 1035 m | 8.960        |                             | 256 kbit (32 kB) |
| Ultrium 10     | 5,2 µm | 1035 m | 15.104       | 21.457                      | 256 kbit (32 kB) |